# Eeuwsel
Een eeuwsel is een toponiem dat op de zuidelijke zandgronden van Nederland, met name het midden en oosten van Noord-Brabant, wordt gebruikt om relatief arme of zure beekdalgraslanden aan te duiden. Een beemd is de bodemkundig rijkere variant van de eeuwsel. Vaak zijn beemden  goed aangelegd en doeltreffend bewaterd in tegenstelling tot veel eeuwsels, maar in de praktijk heten ook goed aangelegde, maar minder productieve beemden wel eeuwsel. 
Men sprak ook wel van zomerweiden. Op productieve beemden vond in de zomer vaak hooiwinning plaats, met voor en nabeweiding. Daarvoor waren de eeuwsels te schraal, zodat er met name in de zomer beweid werd. Al kon men er geen hooi winnen, toch werd er in de zomer wel 'ruwvoer' ofwel 'rauwwigheid' gewonnen. Men sprak dan van Ruweeuwsels. 
In Brabant treft men diverse varianten aan op het woord Eeuwsel, zoals Eeuwel, Eusel en Eeusel. 